# Boicot a Israel

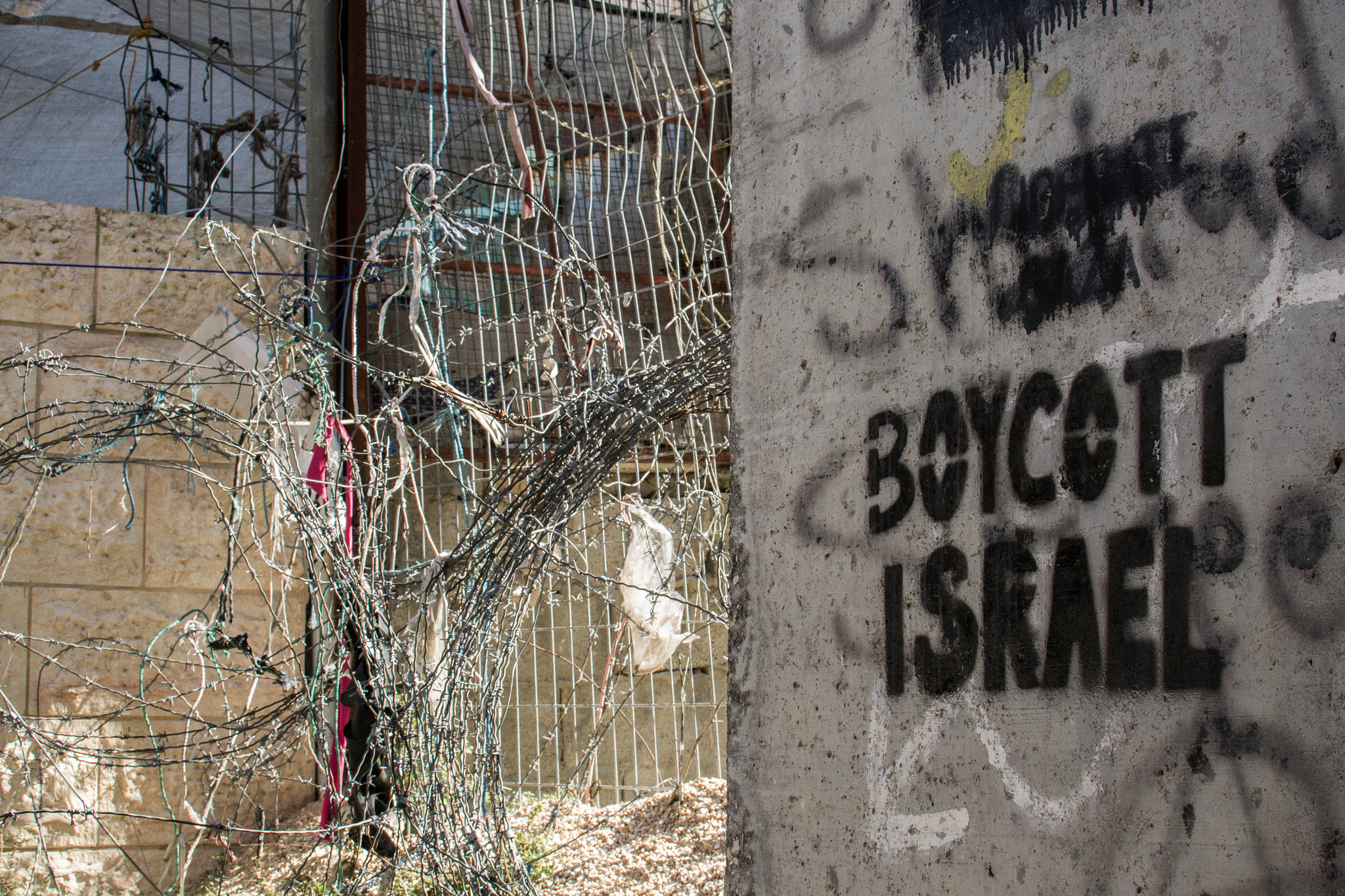
Grafiti en la ciudad palestina de Hebrón apoyando el boicot a Israel

El boicot a Israel es el rechazo y la incitación a negarse a tener tratos comerciales o sociales con Israel con el fin de infligir dificultades económicas al estado. El objetivo del boicot a Israel es influir en las prácticas y políticas de Israel mediante el uso de armas económicas como fuerza coercitiva. El objetivo específico del boicot a Israel varía. El movimiento BDS llama a boicotear a Israel «hasta que cumpla con sus obligaciones bajo el derecho internacional», y el propósito del boicot de la Liga Árabe a Israel fue evitar que los estados árabes y otros contribuyeran a la economía de Israel. Israel cree que los boicots en su contra son antisemitas.

## Boicot económico
La Liga Árabe organizó un boicot al mandato británico de Palestina en diciembre de 1945, poco después de su formación, antes del establecimiento del Estado de Israel en 1948, y lo continuó e intensificó posteriormente. El boicot de la Liga Árabe es un esfuerzo de sus Estados miembros para aislar económicamente a Israel para evitar que los estados árabes y disuadir a los no árabes de brindar apoyo a Israel y aumentar la fuerza económica y militar de Israel.
Como parte del boicot árabe, por ejemplo, se cortaron los enlaces por carretera y ferrocarril existentes con los países árabes vecinos, no se permitieron todos los vuelos aéreos directos, se rechazaron los sobrevuelos sobre el espacio aéreo árabe de aviones israelíes y de aerolíneas de terceros países que vuelan a Israel, e incluso a las aerolíneas que volaban a Israel se les negó la entrada a los países árabes. Originalmente, el boicot árabe tuvo un impacto negativo moderado en la economía y el desarrollo de Israel. Inevitablemente, las economías de las naciones árabes participantes también sufrieron como resultado del deterioro del clima de inversión extranjera directa en el mundo árabe y la reducción del volumen del comercio. Aún se desconoce si las naciones árabes en cuestión eran conscientes de los riesgos potenciales para sus propias economías. Todavía hay un debate sobre si las sanciones económicas fueron consideradas como un sacrificio necesario para frenar el desarrollo del recién declarado estado israelí.
La Organización de Cooperación Islámica (OCI) insta a sus miembros a unirse al boicot de la Liga Árabe a Israel. 10 miembros de la OCI (además de los que también son miembros de la Liga Árabe) se han sumado al boicot diplomático: Afganistán, Bangladés, Brunéi, Chad, Indonesia, Irán, Malasia, Malí, Níger y Pakistán. La convocatoria se renovó el 22 de mayo de 2018, cuando la OCI recomendó a sus 57 miembros una prohibición selectiva de algunos productos israelíes debido a los acontecimientos en Gaza y la apertura de la embajada de Estados Unidos en Jerusalén.
Egipto (1979), la Autoridad Palestina (1993) y Jordania (1994) firmaron tratados de paz o acuerdos que pusieron fin a su participación en el boicot a Israel. Mauritania, que nunca aplicó el boicot, estableció relaciones diplomáticas con Israel en 1999. Argelia, Marruecos y Túnez no hacen cumplir el boicot.
En 1994, tras los Acuerdos de Paz de Oslo, el Consejo de Cooperación de los Estados Árabes del Golfo (CCG), puso fin a su participación en el boicot árabe contra Israel, y declaró que la eliminación total del boicot es un paso necesario para paz y desarrollo económico en la región. En la actualidad, el boicot árabe rara vez se aplica. 
Hoy en día, la mayoría de los estados árabes, siendo Siria la excepción, ya no intentan hacer cumplir los boicots secundarios o terciarios. Siria, Líbano e Irán (aunque no es un estado árabe) son los únicos estados que hacen cumplir activamente el boicot primario. La Oficina Central de Boicot de la Liga Árabe se ha vuelto obsoleta. Dado que la gran mayoría de los estados árabes se benefician del comercio con Israel, cualquier «boicot» se ha vuelto de naturaleza simbólica, limitado a desaires burocráticos como el ostracismo diplomático y las restricciones de pasaportes. Todavía hay leyes residuales que prohíben las relaciones con Israel. 

## Boicot diplomático

Reconocimiento internacional de Israel
Israel
Países que reconocen a Israel
Países que retiraron su reconocimiento a Israel
Países que han suspendido o cortado relaciones con Israel
Países que no han reconocido a Israel

Los Estados miembros de las Naciones Unidas se formaron en grupos regionales en 1961 para actuar como bloques de votación y foros de negociación. Sobre una base puramente geográfica, Israel debería ser miembro del Grupo Asia-Pacífico, pero las naciones árabes y musulmanas han impedido que Israel se una. Israel estuvo bloqueado del sistema de grupos regionales durante 39 años, lo que, entre otras consecuencias, le impidió participar en cualquier organismo de la ONU. En 2000, para eludir la prohibición, Israel fue admitido como miembro temporal del Grupo de Europa Occidental y Otros, sujeto a renovación anual, pero solo en la sede de WEOG en los Estados Unidos, lo que le permitió presentar candidatos para las elecciones a varios órganos de la Asamblea General de la ONU. En 2004 la membresía de Israel en el WEOG se volvió permanente, pero solo en la sede del WEOG en Nueva York, mientras permanecía como observador en las otras oficinas de la ONU. Solo en diciembre de 2013 se concedió a Israel la membresía de pleno derecho del WEOG en Ginebra, lo que le dio derecho a participar en los órganos de la ONU con sede en Ginebra, como el Consejo de Derechos Humanos de la ONU.
Cuando Egipto firmó un tratado de paz con Israel en 1979, su membresía en la Liga Árabe se suspendió hasta 1989. En 2002 la Liga Árabe ofreció el reconocimiento de Israel por parte de los países árabes como parte de la resolución del conflicto palestino-israelí en la iniciativa árabe de paz.

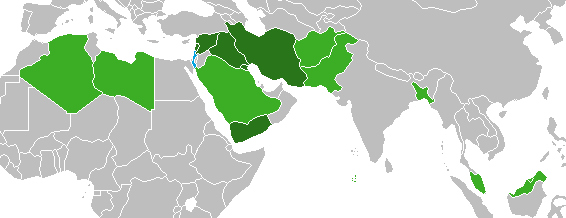
Estatus de los pasaportes israelíes en el mundo musulmán
Israel
Países que rechazan pasaportes de Israel
cualquier otro pasaporte que contenga sellos o visas israelíes

16 países árabes y de la OCI no aceptan pasaportes israelíes. Estos son Argelia, Bangladés, Brunéi, Irán, Irak, Kuwait, Líbano, Libia, Malasia, Omán, Pakistán, Arabia Saudita, Sudán, Siria, Emiratos Árabes Unidos y Yemen. 8 de estos tampoco aceptan pasaportes de otros países cuyo titular tiene una visa israelí endosada.
Las prohibiciones también pueden aplicarse a empresas de propiedad estatal, como las aerolíneas. 22 países prohíben los vuelos directos y los sobrevuelos desde y hacia Israel. Estos son Afganistán, Arabia Saudita, Argelia, Baréin, Bangladés, Brunéi, Catar, Emiratos Árabes Unidos, Irán, Irak, Kuwait, Líbano, Libia, Malasia, Marruecos, Omán, Pakistán, Somalia, Sudán, Siria, Túnez y Yemen. Hubo una excepción en mayo de 2020 cuando un vuelo trajo suministros médicos de Covid para los palestinos. Sin embargo, la Autoridad Palestina rechazó polémicamente los suministros.

## Boicot deportivo
Como parte del boicot, los deportistas israelíes han sido excluidos de algunas competiciones. En muchas competiciones internacionales en las que participa Israel, como los Juegos Olímpicos, algunos competidores musulmanes evitan competir contra israelíes, incluso optando por perder el encuentro por no comparecencia. Algunos países, sobre todo Irán, incluso obligan a sus deportistas a no competir contra israelíes o en Israel.

## Embargos de armas
Justo antes del estallido de la Guerra de los Seis Días en 1967, Francia, entonces el principal proveedor de armas de Israel, especialmente de aviones, impuso un embargo de armas a Israel, incluidas las piezas de repuesto para sus aviones.
En 2014, durante la guerra de Gaza, España congeló las exportaciones de armas y tecnología militar a Israel. El embargo también se aplica al material de doble uso. También al mismo tiempo, los ministros del gobierno británico dijeron que no se otorgarían nuevas licencias de exportación de armas para la venta a Israel hasta que se acuerde una paz formal. En caso de que estallen las hostilidades, se informará que se suspenderán las exportaciones con las licencias existentes.
El 23 de marzo de 2018, el Consejo de Derechos Humanos de las Naciones Unidas pidió a la comunidad internacional que detuviera la venta de armas a Israel. Amnistía Internacional ha pedido repetidamente un embargo de armas a Israel, más recientemente el 29 de abril de 2018 tras los enfrentamientos entre las FDI y manifestantes en la valla de seguridad de la Franja de Gaza como parte de las protestas de la «Gran Marcha del Retorno».

## Campaña de boicot, desinversión y sanciones
En 2005, más de 170 organizaciones de la sociedad civil palestina lanzaron el movimiento de Boicot, Desinversión y Sanciones (BDS). El objetivo del BDS es someter a Israel al boicot, la desinversión y las sanciones hasta que se retire de los territorios ocupados, elimine la barrera de separación en Cisjordania, garantice la plena igualdad para los ciudadanos árabe-palestinos de Israel y otorgue el derecho al retorno de los palestinos refugiados. El BDS sigue el modelo del movimiento contra el apartheid en Sudáfrica. Sus defensores comparan la difícil situación de los palestinos con la de los sudafricanos negros.

## Boicots académicos y culturales
En abril de 2004, un grupo de académicos e intelectuales palestinos en Ramallah, en Cisjordania, lanzó una campaña para un boicot académico de Israel (PACBI) como parte de la campaña BDS. La campaña pide actividades de BDS contra Israel para ejercer presión internacional sobre Israel, en este caso contra las instituciones académicas israelíes, todas las cuales, según PACBI, están implicadas en la perpetuación de la ocupación israelí, con el fin de lograr los objetivos de BDS. Desde entonces, académicos y organizaciones en los territorios palestinos, los Estados Unidos, el Reino Unido y otros países han hecho propuestas para boicots académicos de universidades y académicos israelíes en particular. El objetivo de los boicots académicos propuestos es aislar a Israel para forzar un cambio en las políticas de Israel hacia los palestinos, que los defensores argumentan que son discriminatorias y opresivas, incluida la opresión de la libertad académica de los palestinos.

## Recepción

### Apoyo
En 2003 el arzobispo surafricano Desmond Tutu pidió a la comunidad internacional que trate a Israel como trató al apartheid en Sudáfrica y apoya la campaña de desinversión contra Israel.
El 16 de enero de 2009 se publicó en The Guardian una carta abierta conjunta de 322 académicos del Reino Unido. En la carta se pedía al gobierno británico y al pueblo británico que tomaran todas las medidas posibles para obligar a Israel a detener su «agresión militar y ocupación colonial» de la tierra palestina y su «uso criminal de la fuerza», sugiriendo comenzar con un programa de boicot, desinversión y sanciones.
En 2009 el miembro del parlamento británico Sir Gerald Kaufman afirmó: «Es hora de que nuestro gobierno deje en claro al gobierno israelí que su conducta y sus políticas son inaceptables e imponga una prohibición total de armas a Israel».
En noviembre de 2012 un grupo de 51 personas, incluidos premios Nobel de la paz, destacados artistas y activistas, publicó una carta en la que pedía un embargo militar contra Israel. La carta acusó a varios países de brindar asistencia a Israel que facilitó la operación militar israelí de 2012 en la Franja de Gaza. Los premios Nobel de la paz Mairead Maguire y Adolfo Pérez Esquivel estaban entre el grupo que firmó la carta.

### Reacción mixta
En 2010 el académico estadounidense Noam Chomsky fue entrevistado sobre el movimiento de boicot contra Israel. Dijo que si bien apoyó los llamados de boicot dirigidos correctamente, calificó los llamados de boicot dirigidos incorrectamente como hipócritas. Según Chomsky, boicotear los asentamientos israelíes o la venta de armas tenía sentido, pero llamar a boicotear cualquier cosa israelí, o exigir el Derecho al Retorno, sería hipócrita y haría el juego a la línea dura de Estados Unidos e Israel. En julio de 2014, Noam Chomsky advierte que la campaña de boicot, desinversión y sanciones podría terminar perjudicando la causa palestina, ya que la demanda de un «derecho al retorno» para los refugiados palestinos no ha logrado obtener un apoyo internacional significativo. También dijo que «si boicoteamos a la Universidad de Tel Aviv porque Israel viola los derechos humanos en casa, ¿por qué no boicotear a Harvard debido a violaciones mucho mayores por parte de Estados Unidos?». En un correo electrónico del 15 de diciembre de 2012 Noam Chomsky defendió las tácticas como no antisemitas. Aunque Chomsky cree que cualquier táctica, por legítima que sea, puede ser mal utilizada, también comentó que también se pueden utilizar de manera bastante adecuada y eficaz contra los delitos estatales, y en este caso de BDS, lo han hecho con regularidad.
El reverendo Jim Barr, presidente de Australia Palestine Advocacy Network, mientras apoyaba la campaña de boicot, desinversión y sanciones contra Israel, no estuvo de acuerdo con la acción de protesta en las tiendas de chocolates Max Brenner de propiedad israelí en Australia, diciendo que «esas cosas simplemente desacreditan a todo el movimiento».

### Oposición
La Liga Antidifamación, cuya misión es detener la difamación de los judíos, ha afirmado que señalar a Israel es «indignante y parcial», así como «deplorable y ofensivo», y los jefes de varias de las principales organizaciones judías estadounidenses se han referido para ellos como «desequilibrados».
Los llamamientos al boicot también se han calificado de «profundamente injustos» y se basan en una analogía «falsa» con el anterior régimen de apartheid de Sudáfrica. Una declaración crítica ha alegado que los boicoteadores aplican «estándares diferentes» a Israel que a otros países, que el boicot es «contraproducente y retrógrado» pero no tiene comparación con los boicots nazis de las tiendas judías en la década de 1930.
The Economist sostiene que el boicot es «endeble» e ineficaz, que «culpar solo a Israel por el estancamiento en los territorios ocupados seguirá pareciendo injusto a muchos forasteros», y señala que el liderazgo palestino no apoya el boicot.
En un artículo de opinión publicado en The Jerusalem Post en noviembre de 2010, Gerald Steinberg y Jason Edelstein sostienen que, si bien «la necesidad de refutar sus acusaciones [de las organizaciones de BDS] es clara, los estudiantes y los grupos comunitarios también deben adoptar una estrategia proactiva para socavar la credibilidad e influencia de estos grupos. Esta estrategia marginará a muchos de los actores centrales del movimiento BDS y expondrá la mentira de que el BDS es una protesta de base contra la política israelí. Exponiendo sus abusos y fuentes de financiación, y obligando a sus líderes de campaña y participantes a respondernos cambiará la dinámica en esta batalla». En un esfuerzo por combatir el BDS, en marzo de 2011, NGO Monitor produjo «el Sistema de Alcantarillado BDS» destinado a proporcionar información detallada sobre las campañas de boicot contra Israel.
En febrero de 2012 Norman Finkelstein «lanzó un ataque abrasador» del movimiento BDS durante una entrevista, diciendo que era un «culto hipócrita y deshonesto» que intenta hacerse pasar inteligentemente como activistas de derechos humanos mientras que en realidad su objetivo es destruir a Israel. Además, dijo: «Me estoy exasperando un poco con lo que creo que son un montón de tonterías. No voy a tolerar la tontería, la puerilidad y muchas posturas izquierdistas. Detesto la falsedad. Nunca escucharemos al movimiento de solidaridad respaldar una solución de dos estados». Además, Finkelstein afirmó que el movimiento BDS ha tenido muy pocos éxitos y que, al igual que una secta, los líderes fingen tener un gran éxito cuando en realidad el público en general rechaza sus puntos de vista extremos. Sin embargo, menciona que apoya la idea de un movimiento BDS no violento.
Ed Husain, escribiendo en The New York Times, dice que el boicot a Israel debería terminar, ya que está lastimando a los palestinos más que ayudarlos. Husain cree que «la voz de los imanes palestinos que quieren ver el fin del boicot debe ser amplificada», así como de los «líderes religiosos» en Egipto y Arabia Saudita que «abogan por la paz».